# Wiener Lokalbahn
Badner Bahn (również Lokalbahn Wien–Baden lub Wiener Lokalbahn) – lokalna linia kolei lekkiej w Austrii łącząca Wiedeń (przystanek Oper) z Baden bei Wien (przystanek Josefsplatz). Jej trasa częściowo jest częścią sieci tramwajowej Wiednia.

## Historia

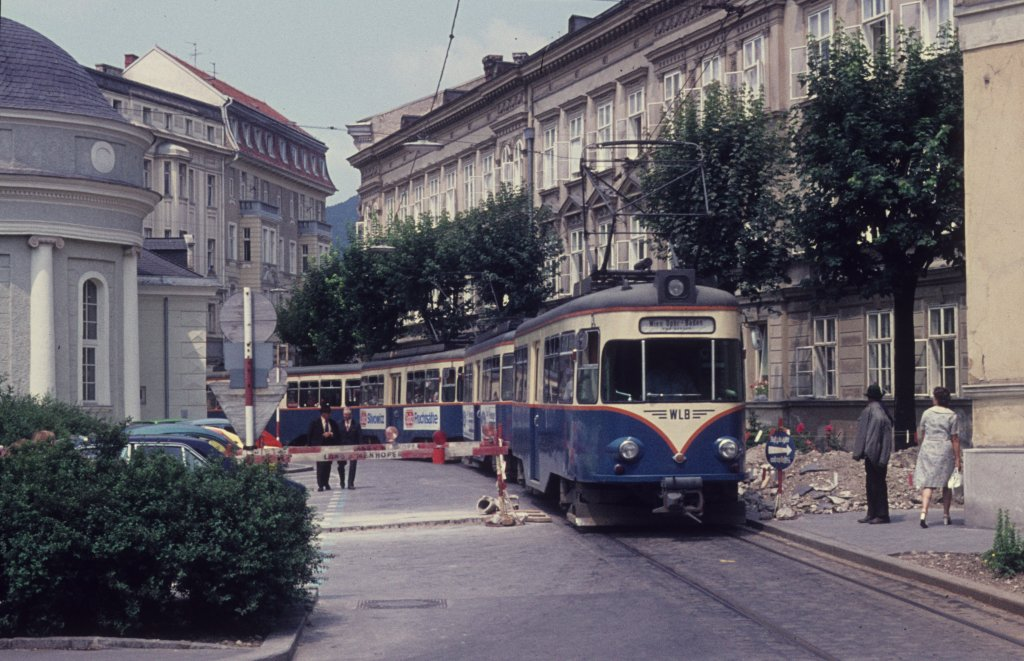
Pociąg Badner Bahn w Baden w 1975 roku

W latach 60. XIX w. pojawiły się pierwsze plany budowy połączenia kolejowego miejscowości na południe od Wiednia z centrum miasta, głównie ze względu na zlokalizowane tam cegielnie. Trasę do Wiener Neudorf otwarto w 1886 roku. Kursowały po niej pociągi towarowe oraz pasażerskie w trakcji parowej. W 1893 roku oddano do użytku jej przedłużenie do Matzleinsdorfer Platz, a dwa lata później pociągi docierały do Guntramsdorf. W 1899 roku otwarto połączenie do Baden. W latach 1906–1907 linia została zelektryfikowana.
Od 1934 roku w związku z zamknięciem większości cegielni, całkowicie zawieszono ruch towarowy na linii. W 1943 roku w wyniku działań wojennych linia została uszkodzona. Ponownie przejezdna była w 1945 roku, a jesienią 1947 roku zrekonstruowano sieć trakcyjną. Od 1969 roku pociągi WLB korzystają z podziemnej trasy tramwajowej. W 1979 roku podniesiono prędkość na odcinku pozamiejskim do 80 km/h. Do eksploatacji weszły pierwsze pociągi serii 100, które od 1993 roku stanowiły całość wykorzystywanego taboru. Od 1984 roku kolej kursowała w takcie 30-minutowym, w 1989 roku wprowadzono takt 15-minutowy, a od 2000 roku kursowały dodatkowe pociągi w szczycie na trasie Wiedeń – Wiener Neudorf. Od 2020 roku pociągi kursują przez cały dzień w takcie 15-minutowym na całej trasie i 7,5-minutowym na odcinku do Wiener Neudorf.

## Przebieg

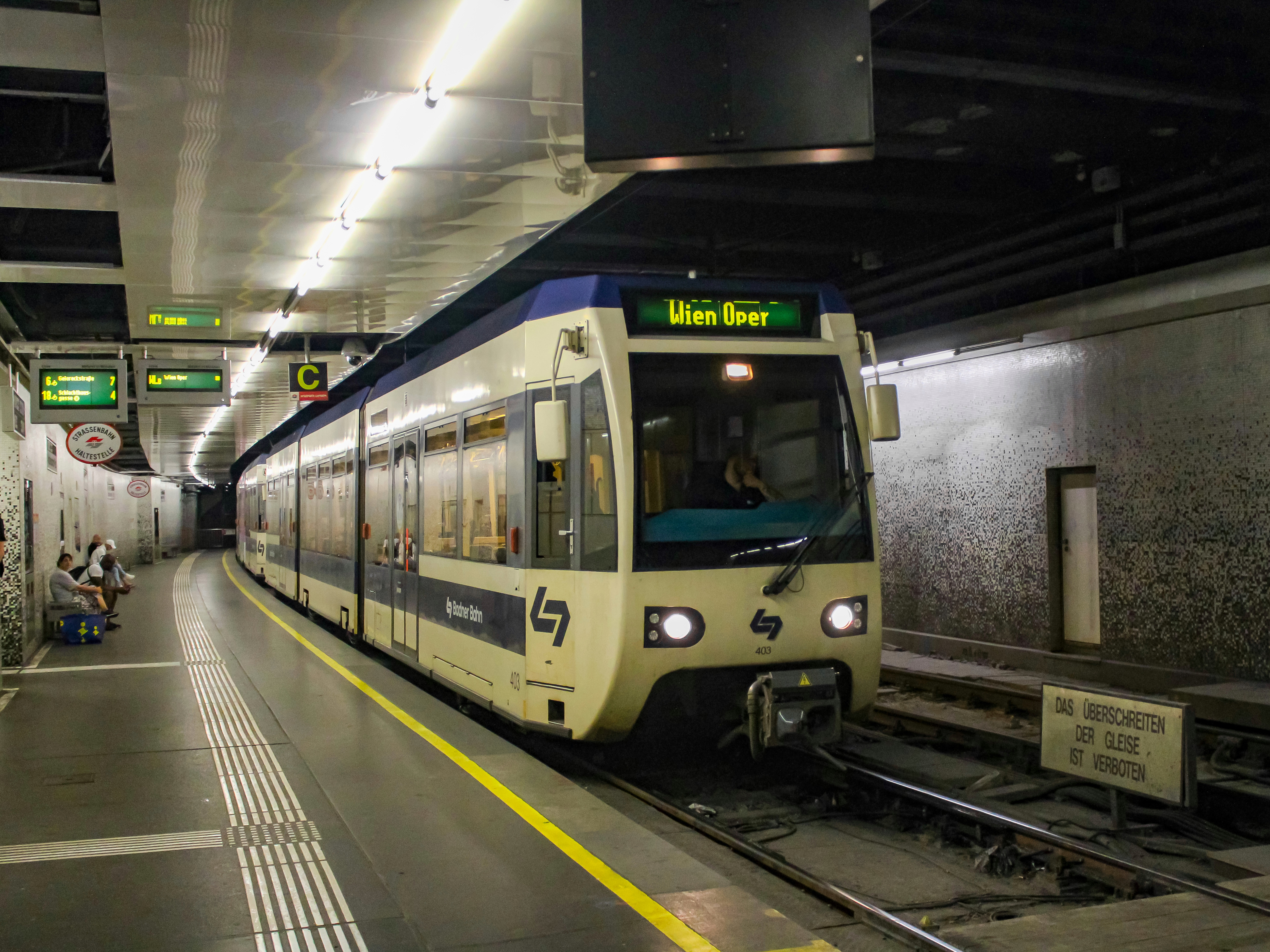
Pociąg na przystanku Matzleinsdorfer Platz w tunelu tramwajowym

Pociągi WLB zaczynają swoją trasę na pętli w kryterium ulicznym na przystankach Oper i Karlsplatz w Wiedniu. Trasa przebiega przez sieć tramwajową zarządzaną przez Wiener Linien (w tym przez tunel tramwajowy w okolicy Matzleinsdorfer Platz) do przystanku Schedifkaplatz zlokalizowanego przy dworcu Wien Meidling. Na dalszej trasie pociągi jadą po torach oddzielonych od ruchu drogowego i z podwyższoną prędkością 80 km/h. Trasa wiedzie przez Vösendorf, Maria Enzersdorf, Wiener Neudorf, Guntramsdorf, Traiskirchen, Pfaffstätten do Baden. Na końcowym odcinku pociągi ponownie kursują po torach poprowadzonych na ulicy. Końcowy przystanek (bez pętli) znajduje się w centrum Baden na Josefsplatz.
 

## Przewozy pasażerskie

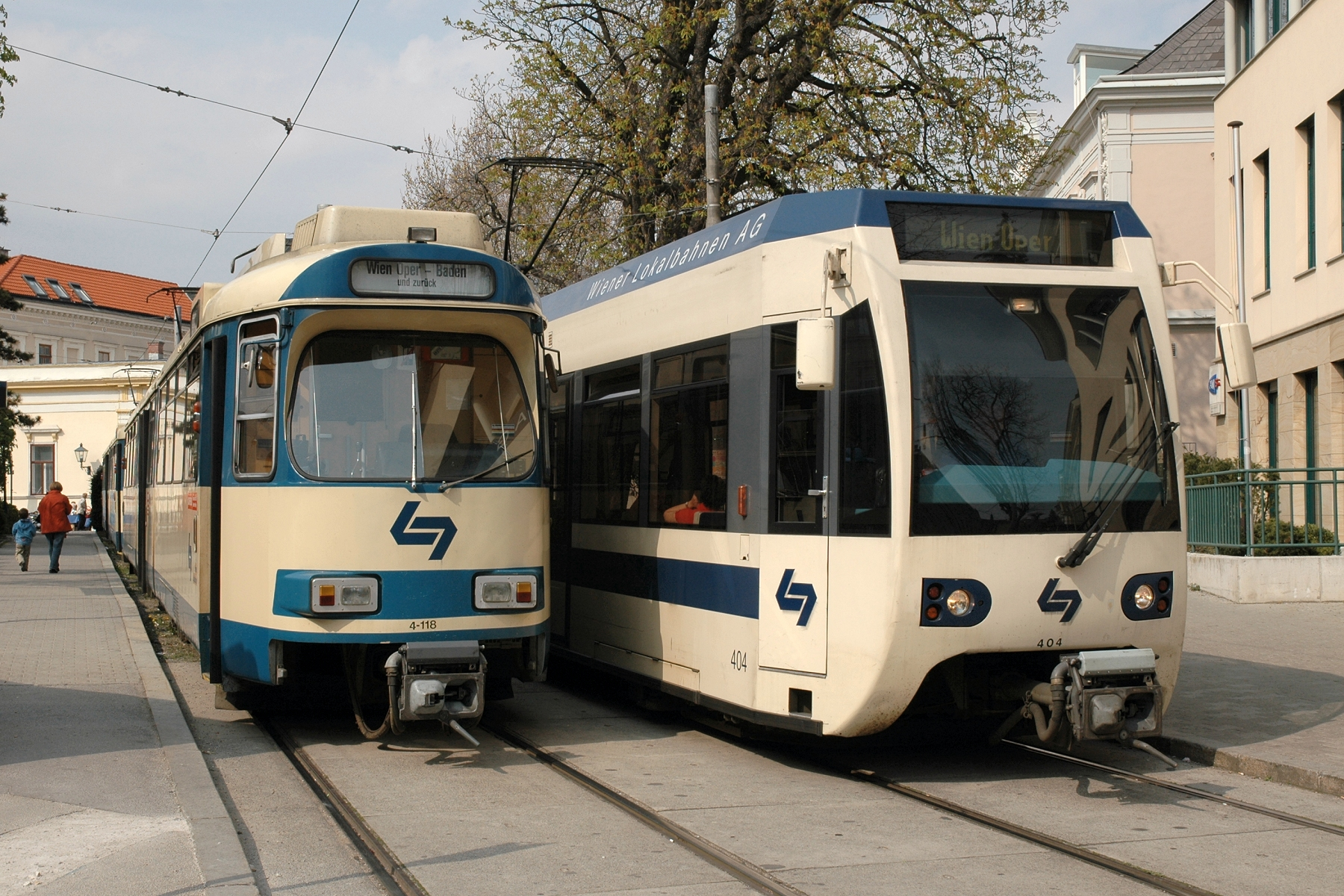
Przystanek końcowy Baden Josefsplatz. Widoczne pociągi serii 100 i 400

Przewozy na linii świadczy przedsiębiorstwo Wiener Lokalbahnen GmbH wchodzące w skład przedsiębiorstwa miejskiego Wiener Stadtwerke. Dziennie kolej przewozi 35–40 tys. pasażerów. Przewozy są realizowane w ramach związku transportowego Verkehrsverbund Ost-Region (VOR). Na odcinku Wiedeń – Wiener Neudorf pociągi kursują w takcie 7,5 min przez 7 dni w tygodniu. Co drugi pociąg kursuje na pełnej trasie Wiedeń – Baden, zapewniając na niej takt 15-minutowy. Kursy Wiedeń – Baden obsługiwane są z reguły składami 2 pojazdów, natomiast kursy do Wiener Neudorf pojedynczymi jednostkami.
WLB wykorzystują trzy typy pociągów:
- serii 100 – 26 szt. – wysokopodłogowe, wyprodukowane w zakładach SGP w latach 1979–1993[5];
- serii 400 – 14 szt. – niskopodłogowe, wyprodukowane w zakładach Bombardier w Wiedniu w latach 2000–2010[6];
- serii 500 – docelowo 18 szt. – niskopodłogowe, produkowane w zakładach Alstom od 2021 roku[7].